# 盧兆熊
盧兆熊（16世紀—17世紀），字介石，江西饒州府餘干縣西隅鄉人，明朝政治人物。

## 生平
盧兆熊是崇禎十二年（1639年）江西鄉試舉人，次年（1640年）聯捷進士，獲授番禺知縣，就任數月已建立政績。當時粵東的海寇猖獗，他督師征討海盜胡度的寇營，說：「蓮子洞寇是巨寨，攻下則此寨，其他的就不足為患了。」帶兵剿滅對方巢穴，俘虜斬殺多人，平定海寇；很快因為父親逝世隱居，寫下《玉樹堂文集》。

## 引用
1. 1 2  同治《餘干縣志·卷十一·人物志一》：盧兆熊，號介石，西隅人，崇正庚辰進士。為番禺令甫數月治具畢張，時粵東海寇猖獗，熊督師進討胡度寇營，因曰：「蓮子洞寇，巨寨也，頗此則諸寨不足慮矣。」兵進搗其穴，俘斬甚眾，有平海寇論；後丁外艱隱居，著《玉樹堂文集》。 參舊志
2. ↑  同治《餘干縣志·卷九·選舉志一》：己卯 崇正十二年鄉試 盧兆熊 庚辰進士，詳宦業。